# Forced apprenticeship
Unter forced apprenticeship (wörtlich „Zwangslehre“, zu engl. apprenticeship „Lehre“) bzw. indentured apprenticeship (zum Begriff siehe Indentur) versteht man in der englischsprachigen Geschichtsschreibung ein Ausbildungsverhältnis, bei dem die Kinder ehemaliger Sklaven für einen Lehrherrn unentgeltlich oder gegen nur geringe Vergütung arbeiteten, von diesem jedoch Kost und Unterkunft erhielten. Verbreitet war diese Übergangsform zwischen Sklaverei und Freiheit insbesondere in den Vereinigten Staaten und in den britischen Kolonien in der Karibik. In vielen neuzeitlichen Gesellschaften, welche die Sklaverei per Gesetz abgeschafft hatten, war die apprenticeship eine staatlich sanktionierte Rechtsform, die es den ehemaligen Sklavenhaltern erlaubte, ehemalige Sklaven weiterhin in Abhängigkeit zu halten.
In den Vereinigten Staaten breitete die Institution der forced apprenticeship sich zunächst vor allem in Maryland und Delaware aus. Die Institution der Sklaverei verlor dort ihr Fundament, als die Plantagenökonomie der Region in den letzten Jahrzehnten des 18. Jahrhunderts einer landwirtschaftlichen Mischkultur zu weichen begann. Obwohl die Sklavereigesetze bestehen blieben, wurden Sklaven in großer Zahl freigelassen. Das Prinzip der Lehre, das in den britischen Kolonien als Berufsausbildung seit jeher verbreitet war, wurde nun als Zwangsmaßnahme angewandt, um soziale Kontrolle über die jungen Afroamerikaner zu gewinnen. Während sich weißen Kindern, deren Eltern mit dem Lehrherrn privat verhandelten, meist die Möglichkeit bot, etwas Bildung zu erwerben und einen Beruf zu erlernen, war die Situation schwarzer Kinder weitaus ungünstiger. Bei armen Kindern – besonders bei solchen, deren Vater abwesend war – wurde die apprenticeship häufig gerichtlich angeordnet, wobei die Wünsche der Eltern meist nicht berücksichtigt wurden. Diese Kinder erlernten kaum einen Beruf, sondern wurden bestenfalls als Haushaltshilfen „ausgebildet“.
In den Südstaaten entstand eine entsprechende Situation nach dem Ende des Sezessionskrieges. In North Carolina etwa konnten alle afroamerikanischen Kinder zur apprenticeship gezwungen werden, die unehelich geboren waren, was nach Auslegung der Pflanzer auf praktisch alle schwarzen Kinder zutraf.
In vielen Fällen gelangten nicht nur die betroffenen Kinder in Abhängigkeit, sondern auch deren Angehörige, die ihre Kinder nicht verlassen wollten und mit deren Lehrherren darum eigene Beschäftigungsverhältnisse eingingen, die für sie meist äußerst ungünstig waren.
Endgültig abgeschafft wurde die forced apprenticeship erst mit dem Child Welfare Act (1919).